# 野村和弘
野村 和弘（のむら かずひろ、1965年 - ）は、日本の彫刻家、博士（芸術学）。男性。愛知県知立市生まれ。